# Quebec Bulldogs

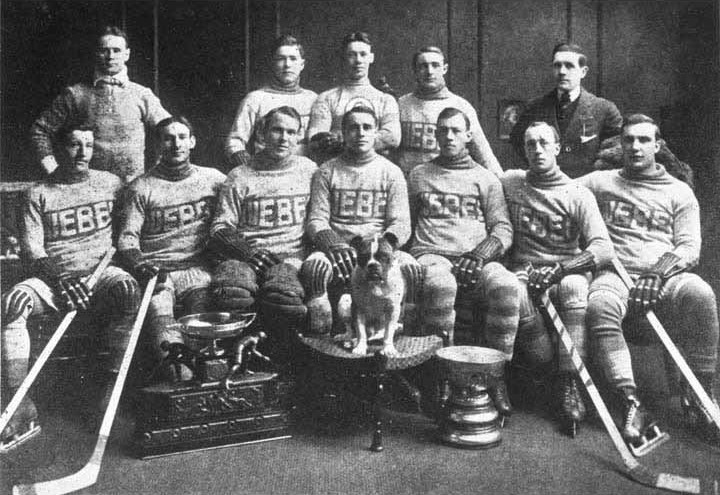
Quebec Bulldogs med Stanley Cup 1913. Översta raden, från vänster: Dave Beland, Billy Creighton, Walter Rooney, Jeff Malone, Mike Quinn. Främre raden, från vänster: Tommy Smith, Rusty Crawford, Paddy Moran, Joe Malone, Joe Hall, Jack Marks, Harry Mummery.

Quebec Bulldogs, även kallat Quebec Hockey Club och Quebec Athletic Club, var ett professionellt ishockeylag från Québec. Laget, som av media kallas för "Bulldogs", spelade i de professionella ishockeyligorna NHA och NHL åren 1910–1920. 1912 och 1913 vann laget Stanley Cup.

## Historia
Quebec Bulldogs grundades som en oberoende klubb 1878. 1889 gick laget med i Amateur Hockey Association of Canada, AHAC. Från 1899 till 1905 spelade klubben i Canadian Amateur Hockey League, CAHL, och åren 1906–1910 i Eastern Canada Amateur Hockey Association och Eastern Canada Hockey Association samt uppföljarligan Canadian Hockey Association, CHA.
Säsongen 1910–11 tog Quebec Bulldogs över Cobalt Silver Kings plats i NHA och spelade i ligan fram tills den lades ner 1917. Bulldogs vann Stanley Cup två gånger som medlem av NHA, 1912 samt 1913.
1917 var Quebec Bulldogs ett av de fem lag var med och grundade NHL, men man spelade varken säsongen 1917–18 eller 1918–19 på grund av ekonomiska anledningar. Laget spelade i NHL som Quebec Bulldogs säsongen 1919–20 innan det såldes till Hamilton, Ontario, och blev Hamilton Tigers.
Bland de spelare som representerade Quebec Bulldogs fanns berömdheter som Joe Malone, Joe Hall, Tommy Smith och Paddy Moran.